# Svínavatn
Der Svínavatn  ist ein See in Island im Bezirk Austur-Húnavatnssýsla südlich von Blönduós.

## Name
Der Name bedeutet Schweinesee. Da das Schwein ein Nutztier ist, das zur Landnahmezeit von Siedlern nach Island eingeführt worden war, gibt es zahlreiche Seen dieses Namens in Island. Zu diesem konkreten See gibt es eine Anekdote in Vatnsdœla saga: Dem angesehenen Siedler und Protagonisten der Saga, Ingimundr Þorsteinsson, waren einige Schweine weggelaufen und als man sie im übernächsten Jahr wiederfand, waren sie verwildert und hatten sich stark vermehrt. Die Schweine wurden zum See getrieben, um sie dort einzupferchen, ein alter Eber jedoch sprang ins Wasser und durchquerte den See, nur um am anderen Ufer vor Erschöpfung tot umzufallen. Dieselbe Anekdote, leicht verkürzt, findet sich in der Ende des 13. Jh. entstandenen Handschrift Sturlubók, einer Version des Landnahmebuchs.

## Lage
Er ist nach dem Hóp der größte See im Gebiet Húnaþing. Im Westen des Sees liegt das Bergmassiv Vatnsdalsfjall.

## Wichtige Daten
Seine Fläche beträgt 11,78 km². Er liegt 123 Meter ü.N., ist etwa 10 km lang und 1–2 km breit sowie bis zu 38,5 m tief.
In diesem See kann man Forellen fangen.
Der Fluss Fremri-Laxá strömt aus dem See und ergießt sich später in den Laxárvatn, der 38 m tiefer liegt als der Svínavatn.

## Besiedelung
Am östlichen Südende des Sees befindet sich der gleichnamige Großbauernhof. Hier war zur Wikingerzeit auch ein Thing angesiedelt. Eine kleine Kirche vom Ende des 19. Jahrhunderts steht beim Hof.
Ein weiterer wichtiger Hof am südlichen Ende des Sees ist Auðkúla. Hier befand sich bis 1952 der Pfarrsitz der Gegend. Dieser Hof kann auf eine lange Tradition zurückblicken, hatte doch der erste Siedler der Gegend namens Eyvindur, genannt Auðkúla, hier lt. Landnahmebuch seinen Sitz. Der Hof hieß früher Auðkúlustaðir. Heute steht hier eine achteckige kleine Kirche. Sie wurde 1894 errichtet und in den 1970er Jahren unter Aufsicht des Nationalmuseums renoviert. Der Pfarrer Stefán M. Jónsson (1852–1930) soll sie nach dem Muster einer russischen Kirche bauen haben lassen, die er in einer dänischen Zeitung gesehen hatte.